# Filippo Riceputi
Ne doit pas être confondu avec Fabrice Riceputi.
Filippo Riceputi (né le 11 juillet 1667 à Forlì et mort le 5 octobre 1742) est un jésuite connu par ses travaux sur les antiquités et l’histoire de l’Illyrie.

## Biographie
Filippo Riceputi revint à Rome (1720) après avoir passé plusieurs années en Dalmatie comme missionnaire. Le pape Clément XI, à qui l’on fit connaître ce qu’il avait rapporté de cette province, lui ouvrit les bibliothèques de Rome, particulièrement celle du Vatican, et il le renvoya de nouveau en Dalmatie, soutenu par les secours de sa haute protection. Pacifico Bizza, archevêque de Spalatro, se joignit à Riceputi dans cette mission littéraire ; de concert, ils fouillèrent dans les bibliothèques et les archives de la Dalmatie. Étant de retour à Rome avec ses riches matériaux, Riceputi, appuyé par les papes Innocent XIII et Benoît XIV, continua ses recherches dans les bibliothèques de Rome. À sa mort, il laissa près de trois cents volumes manuscrits sur l’Illyrie.

## Œuvres
Il avait publié le plan de son histoire ecclésiastique de l’Illyrie dans l’ouvrage suivant : Prospectus Illyrici sacri, Padoue, 1720, in-fol. Voici sa division :
- Acta Illyricorum antistitum ;
- Collectio sacrorum conciliorum et legationum apostolicarum ad ecclesiam Illyricam spectantium ;
- de Vita et moribus sanctorum hominum, qui ecclesiam Illyricam illustrarunt, quique in cœlitum numerum relati sunt ;
- Monasticon illyricum, seu historia Monasteriorum et Sanctimonialium Illyricorum.

Voici le plan qu’il fit paraître à Rome (1732) sur l’histoire profane de l’Illyrie qu’il se proposait de publier : P. 1re De aboriginibus Illyricis et circumillyricis hyperboreis ; P. 2e De aboriginibus Illyricis meridionalibus, necnon de Pelasgis, Liburnis, Siculis et Celtis, qui aboriginum themata et imperium everterunt ; P. 3e De Romanis, Græcis, Sarmatis et Dacis, qui alii post alios christiani Illyrici partes obtinuerunt, et plura secula cum imperio coluerunt ; P. 4e De Venetis, Hungaris, Nemaniis, Otthomannis, Alemannis, qui alii post alios, etc. Ces manuscrits précieux sont tombés entre les mains de Farlati, qui a su en tirer parti..

## Sources et références
- « Riceputi (Philippe) », dans Louis-Gabriel Michaud, Biographie universelle ancienne et moderne : histoire par ordre alphabétique de la vie publique et privée de tous les hommes avec la collaboration de plus de 300 savants et littérateurs français ou étrangers, 2e édition, 1843-1865 [détail de l’édition]